# Cantone di Marignane
Il Cantone di Marignane è una divisione amministrativa dell'arrondissement di Istres.
A seguito della riforma approvata con decreto del 18 febbraio 2014, che ha avuto attuazione dopo le elezioni dipartimentali del 2015, è passato da 2 a 7 comuni.

## Composizione
I 2 comuni facenti parte prima della riforma del 2014 erano:
- Marignane
- Saint-Victoret

Dal 2015 i comuni appartenenti al cantone sono i seguenti 7:
- Carry-le-Rouet
- Châteauneuf-les-Martigues
- Ensuès-la-Redonne
- Gignac-la-Nerthe
- Marignane
- Le Rove
- Sausset-les-Pins